# Rachel Korn

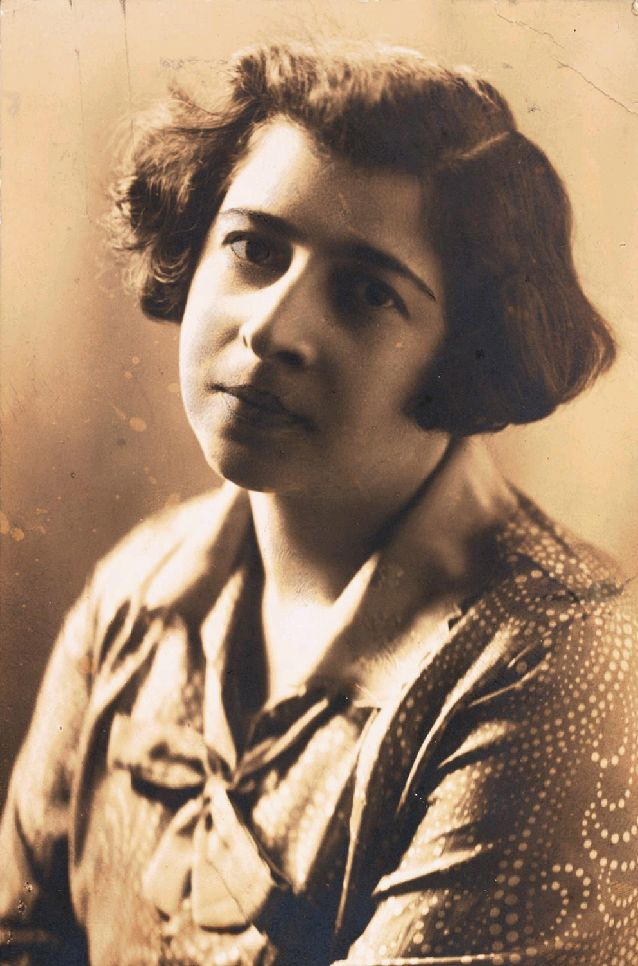
Rachel Korn (um 1930)

Rachel Korn (jiddisch: רחל קאָרן), geb. Häring, auch Rokhl Häring Korn (* 15. Januar 1898 in Podliski, Österreich-Ungarn; † 9. September 1982 in Montreal, Kanada), war eine jiddischsprachige Dichterin und Schriftstellerin.

## Biografie
Korn wurde auf dem ländlichen Anwesen "Sucha Góra" ("Trockener Berg") in der Nähe des Dorfes Podliski (heute ukrainisch Pidlisky) als ältestes von drei Kindern und einzige Tochter einer jüdischen Bauernfamilie geboren. Sie wuchs in einem Teil Galiziens auf, der zu Österreich-Ungarn gehörte und im Jahre 1919 zu Polen kam (heute Teil der Ukraine). Beide Eltern bewirtschafteten bereits in mehreren Generationen Ackerland. Aufgewachsen auf einem einzeln stehenden bäuerlichen Anwesen in einem der wenigen jüdischen Haushalte der Nachbarschaft, begann sie früh, ihr ländliches Dasein in Gedichten zu beschreiben, zunächst in Polnisch, der Sprache, in der sie hauptsächlich groß wurde und ihre erste Schulbildung erhielt. Während des Ersten Weltkrieges floh ihre Familie nach Wien. 1918 kehrte sie nach Ostgalizien zurück und lebte bis 1941 in Przemyśl. Eine geplante Ausreise der Familie nach den USA wurde durch die sowjetische Besetzung Ostpolens im Jahre 1939 verhindert. Als die Deutschen im Juni 1941 in Ostgalizien einmarschierten, war Korn gerade zu Besuch bei ihrer Tochter in Lemberg. Sie flüchtete mit ihrer Tochter in das sowjetische Hinterland und verbrachte die Kriegsjahre in der Sowjetunion, wo sie über Flüchtlingslager in Taschkent, Usbekistan, schließlich nach Moskau kam. Ihr Ehemann, ihre Brüder und ihre Mutter waren in Przemysl zurückgeblieben und überlebten nicht. In Moskau wurde Korn von den führenden Vertretern der sowjetischen jiddischen Kultur als Kollegin begrüßt und u. a. von Schlojme Michoels, Perez Markisch und Dovid Bergelson unterstützt. Nach dem Krieg kehrte sie nach Polen zurück und nahm ihre literarische Tätigkeit in Łódź wieder auf, wo sie in die Exekutive des Jiddischen Schriftstellerverbandes gewählt wurde. Sie vertrat den Verband auf einem PEN-Kongress in Stockholm, von wo sie, ohne nach Polen zurückzukehren, nach Kanada auswanderte. Sie ließ sich in Montreal im Jahre 1948 nieder und lebte dort bis zu ihrem Tod.

## Werk
Korns erste Veröffentlichungen erschienen auf Polnisch in Nowy Dziennik, einer zionistischen Tageszeitung, und in Glos Przemyski, einem sozialistischen Journal. Angeregt durch ihren Mann, Hersh Korn, einem Anhänger der zionistischen Arbeiterbewegung, begann sie nach dem Ersten Weltkrieg Jiddisch zu sprechen, zu lesen und zu schreiben. Ihr erstes jiddisches Gedicht erschien im Lemberger Tageblatt, und sie veröffentlichte in den nächsten zwei Jahrzehnten beständig in jiddischen Literaturjournalen und Tageszeitungen. 
Von Korn erschienen neun Gedichtbände und zwei Sammlungen von Kurzgeschichten sowie zahlreiche kritische Essays. Zwei ihrer Manuskripte gingen verloren, als die Nazis Kiew zerstörten und das Jiddische Verlagshaus liquidierten, in dem die Bücher erscheinen sollten. Ihr erster Gedichtband, Dorf (1928), erschien in Vilnius, einem literarischen und kulturellen Zentrum des jiddischen Lebens vor dem Holocaust, und erhielt großen Beifall. Ihre weiteren Bücher wurden in Tel Aviv und Montreal veröffentlicht. Korn blieb während ihres ganzen Lebens eine einflussreiche Autorin, die Essays, Gedichte und Geschichten in allen renommierten jiddischen Zeitschriften in Amerika, Israel und Europa veröffentlichte. Sie erhielt zahlreiche Preise für Jiddische Literatur, u. a. 1950 und 1958 den Lamed-Preis, 1972 den H. Leivick-Preis, 1974 den Itzik-Manger-Preis (höchste Auszeichnung für jiddische Literatur) und den Segal-Preis.
Korns Gedichte zeichnen sich durch die lyrischen Bilder und realistischen Schilderungen des ländlichen Lebens und dörflicher Landschaft aus, und ihre Geschichten sind berühmt für ihre tiefe psychologische Durchdringung und ihren dichten, komplexen und unsentimentalen Stil. Ihre Themen über Kunst und Sprache, Exil, menschliches Leid und Standhaftigkeit spiegeln sich in den Titeln ihrer Werke wider: In den Lyrikbänden Royter Mon (Roter Mohn, 1937), Shnit (Ernte, 1941 von den Nazis zerstört), Haym un Haymlozikeyt (Heim und Heimatlosigkeit, 1948), Bashertkeyt (Schicksal, 1949), Fun yener zayt  lid (Von jenseits des Liedes, 1962), Shirim V'odome (Lieder und Heimat, mit hebräischer Übersetzung von Shimshon Melzer, 1966), Die Gnod fun vort (Die Gnade der Worte, 1968), Oyf der Sharf fun a Rege (In der Schärfe eines Blitzes, 1972), Farbitene Vor(Veränderte Wirklichkeit, 1977), und ihren Kurzgeschichten Erd (Erde, 1935) und Nayn Dertseylungen (Neun Geschichten, 1958). Ihre Arbeiten wurden ins Hebräische, Polnische, Russische, Französische und Deutsche übersetzt. Ein Band ausgewählter Gedichte in englischer Übersetzung erschien 1982: Generations, herausgegeben von Seymour Mayne. Paper Roses (1986) ist eine zweisprachige Ausgabe der Gedichte Korns, ausgewählt und übersetzt von Seymour Levitan.

## Bibliografie
- 1928: Dorf. Lyrik
- 1935: Erd. Prosa
- 1937: Roiter Mo. Lyrik
- 1941: Schnitt. Lyrik
- 1948: Haym un Haymlozikeit. Lyrik
- 1949: Bashertkeit. Lyrik
- 1958: Nayn Dersteylungen. Prosa
- 1962: Fun jener Zeit Lied. Lyrik
- 1966: Shirim V'odomeh. Lyrik, mit hebr. Übersetzung von Shimshon Melzer
- 1968: Die Gnod fun Wort. Lyrik
- 1972: Oif der Scharf vun a Rega. Lyrik
- 1977: Farbittene Wor. Lyrik
- 1982: Generations. ausgewählte Gedichte, herausgegeben von Seymour Mayne
- 1986: Paper Roses. Gedichte mit engl. Parallelübersetzung, herausgegeben von Seymour Levitan
- Rochl Korn, in: Peter Comans (Übersetzer und Herausgeber): Splitter von Licht und Nacht : jiddische Gedichte. Frankfurt : Campus, 2013, S. 306–411 (enthält 57 Gedichte, jeweils jiddisch in Transkription und in deutscher Übersetzung)